# 修齐镇
修齐镇，是中华人民共和国重庆市城口县下辖的一个乡镇级行政单位。

## 行政区划
修齐镇下辖以下地区：
修齐镇社区、茶丰村、花坪村、旦坪村、白果村、东河村、岚山村、仁桥村、兴华村、大兴村、家园村、香坪村和枇杷村。